# Lokál
A Lokál országosan megjelenő ingyenes, kormánypárti napilap volt 2015 és 2020 között. Társlapja, a Lokál Extra hetilapként működött és csütörtökönként jelent meg országszerte.

## Története
A Lokált 2015. május 28-án indította el a Habony Árpád és Győri Tibor, korábbi Miniszterelnökségi államtitkár érdekeltségébe tartozó Modern Media Group Befektetési és Vagyonkezelő Zrt., kezdetben hetilapként. A Lokál 2016. június 6-án indult napilapként, a hetilap Lokál Extra néven futott tovább.
A Lokált és a 888.hu-t kiadó Modern Media Group 2015-ös évi árbevétele 803 millió, 2016-os évi pedig 1 milliárd 986 millió forint volt. A 24.hu számolása alapján a Lokál Extra és a Lokál 2017-es bevétele rendre 77 és 80 százalékban állami reklámmegrendelésből származhatott.
A lap 2016 június 6-án átvette a Metropol helyét a BKK területén történő ingyenes terjesztésben. Az új napilap 150 ezres példányszámban jelenik meg. A Metropollal 17 év után megszűnt együttműködést a BKV nem hosszabbította meg, mert pályázati úton akarta értékesíteni a területet. A pályázati kiírás végül nem jelent meg, majd pályázat nélkül született megállapodás a Modern Media Grouppal. Július 7-én a MÁV is megállapodott a céggel a vasúti területeken történő ingyenes terjesztésről, melyért cserébe az állami közlekedési társaság havi 66 millió forintnyi hirdetési felületet kapott.
2018 novemberében, amikor a negyedik Orbán-kormány a médiapiac átalakításába kezdett, a lap a kormányhoz közeli médiakonglomerátum, a Közép-Európai Sajtó és Média Alapítvány többségi tulajdonába került.
A Lokál utolsó száma 2020. szeptember 4-én, pénteken jelent meg, helyét szeptember 7-től az azonos kiadó által megjelentetett, újraindított Metropol napilap vette át.

### Működése
Az újság elsősorban bulvárhíreket közölt, így a politikai hírújságjellegű Metropolhoz képest főleg a tematikus felhozatalt tekintve különbözött. Azonban nem korlátozódtak erre a témái, politikával, belföldi és külföldi hírekkel, sporttal is foglalkoztak. Leitner Attila korábbi főszerkesztő szerint nem szorítkoznak az MTI-hírekre, hanem saját tartalom előállítására és közlésére is törekednek.
A hetilapból alakuló napilap kb. 15 fős szerkesztősége a bővüléskor a duplájára nőtt.

## Kritikák

### Finanszírozás
A Népszabadság a Lokál első számának megjelenése előtt bírálta a folyóirat beindítását, szerintük ugyanis várhatóan legalább másfél milliárd forintba fog kerülni az adófizetőknek, hiszen a működést kormányzati hirdetéseken keresztül, közpénzből fedezik majd. Leitner Attila főszerkesztő túlzásnak vélte ezeket a számokat. A megjelenés után a Népszabadság a lap politikai egyoldalúságát bírálta.
Az Átlátszó.hu 2016-ban felhívta a figyelmet arra, hogy az adatigényléseiken keresztül a kerületi önkormányzatok és az állami cégek ellentmondásos adatokat adtak a Lokálban megjelent hirdetésekkel kapcsolatos szerződéseikről. Ezért, hogy megbecsüljék, milyen értékben érkezhettek állami reklámmegrendelések a Lokálhoz, az Átlátszó a megjelent hirdetések mérete és gyakorisága alapján végzett számolást. Közlésük szerint az így elköltött közpénz öt hónapos működés után 200–600 millió forintra tehető. A portál egy 2017-ben közölt cikkében a 2017. szeptember 14-i Lokál-lapszám elemzésekor azt állapította meg, hogy 24-ből 8 oldalon kormánypropaganda olvasható, melyet a szerkesztőség „támogatott témaként”, „saját tartalomként”, vagy „piaci hirdetőkre” hivatkozva tett közzé.
2018 decemberében a HVG közölt cikket a Lokálban megjelent állami hirdetések kimagasló számáról. Számolásuk szerint a lap 2018. december 14-i számának 16 lapjából 15-öt reklámok foglaltak el, elsősorban a kormány, illetve állami cégek reklámjai. A reklámok aznapi összköltségét a lap nyilvános listaárai alapján több mint 26 millió forintra becsülték.

### Tartalom
A 2017. november 30-i lapszámban feladott fiktív hirdetéssel tiltakozott az Együtt. Az akció célja az volt, hogy felhívja a figyelmet a bírói függetlenség fontosságára. Az ellenzéki sajtó egyben a Habony-féle kormányközeli média elleni kritikaként is értékelte azt.
A Korrupciókutató Központ egy 2018 március 23-án közzétett elemzése nyomán az ellenzéki médiában más kormányzati lapok mellett a Lokált is azzal vádolták, hogy orosz propagandát terjeszt. A Magyar Időkben ezt cáfolták, a kritikákat Soros György gárdája akciójának nevezték.
2018 szeptemberében a lap a Fővárosi Ítélőtábla jogerős ítélete szerint a Magyar Időkkel együtt egymillió forint sérelemdíjat kötelesek fizetni a Jobbiknak, mert korábban a pártot bérkommentelők alkalmazásával vádolták.
2019 márciusában az Origoval és a Figyelővel együtt személyiségi jogi pert vesztett az újság Nagy Blankával szemben, mert nem tudták igazolni a politikai aktivista rossz iskolai bizonyítványáról tett állításaikat.
2019 júliusában a Válasz Online cikkében azért bírálták a lapot, mert szerintük az bár a KESMA-hoz tartozik, de tartalmával nem képviseli a médiaalapítvány alapító okiratában lefektetett célokat. A cikk szerint például a lap online változata felnőtt tartalmakat is közöl, a nyomtatott verziója pedig rendkívül elfogult politikai állásfoglalást fogalmaz meg; emellett az újságot a cikkben „kompromatmédiának” nevezték.

### Áltudományos reklámok
2018 júniusában a Pesti Bulvár egy cikkében azt kifogásolták, hogy a Lokálban olyan hirdetések jelennek meg, amelyek ellenőrizhetetlen vagy téves, áltudományos állításokat tesznek. Az MTA Akusztikai Osztályközi Állandó Bizottsága (AOB) kezdeményezésére létrehozott Óvd a füled tájékoztató honlapon sarlatánságnak nevezték a Lokál egy hirdetésében lévő állításokat.

### Kizárólagos terjesztés
2018. november 16-án a Párbeszéd felszólította Tarlós István főpolgármestert, hogy vonja vissza a Lokál lapterjesztési engedélyét a BKV területén, ugyanis szerintük a napilap politikailag egyoldalú véleményt közvetít.
A 2019. októberi önkormányzati választás során főpolgármesternek megválasztott Karácsony Gergely az Index.hu október 16-i kérdésére válaszolva elmondta, hogy szerinte a Lokál „hazug kiadvány”, és utasítani fogja a BKV-t, hogy mondja fel a Lokált terjesztő Mediaworks Hungary kiadóval a kizárólagos terjesztésre vonatkozó szerződést. Az újság egy szerkesztőségi cikkében ezt úgy értékelte, hogy „Karácsony Gergely be akarja tiltani a Lokált, Magyarország legnagyobb, legtöbb példányban terjesztett lapját”, amit a sajtószabadság elleni példátlan támadásnak minősítettek, Karácsonyt pedig diktátornak nevezték. 2019 decemberében a szerződésbontás megtörtént. 2020. június 1. óta a lap már nem elérhető a BKV területén, de az állami MÁV, illetve a vele összevont Volánbusz területén továbbra is terjeszthető.
2019. december 11-én jelent meg a Lokál versenytársának szánt, ingyenesen terjesztett Pesti Hírlap próbaszáma. (Az új napilap 2020. január 30-tól jelent meg, majd 2022-ben megszünt.)